# Tan-túra
A Tan-túra (eredeti címe: College Road Trip) 2008-as amerikai családi filmvígjáték Roger Kumble rendezésében. A főszerepben Martin Lawrence, Kym Whitley, Raven-Symoné, Brenda Song, Margo Harshman és  Donny Osmond látható. Amerikában 2008. március 7.-én mutatta be a Walt Disney Pictures. A kritikusoktól negatív kritikákat kapott.

## Cselekmény
A film főszereplője Melanie Porter (Raven-Symoné), aki különböző egyetemeken tesz látogatást a családjával, beleértve a túlzottan gondoskodó apjával.

## Szereplők
| Szerep                | Színész              | Magyar hang        |
| --------------------- | -------------------- | ------------------ |
| James Porter, főnök   | Martin Lawrence      | Pusztaszeri Kornél |
| Melanie Porter        | Raven-Symoné         | Bogdányi Titanilla |
| Nancy                 | Brenda Song          | Simonyi Piroska    |
| Michelle Porter       | Kym Whitley          | Bognár Gyöngyvér   |
| Bíró                  | Adam LeFevre         |                    |
| Hunter                | Eugene Jones         | Bódy Gergely       |
| Katie                 | Margo Harshman       |                    |
| Scooter               | Lucas Grabeel        |                    |
| Szóvivő               | Matthew Schlein      |                    |
| Trey Porter           | Eshaya Draper        | Penke Bence        |
| O'Mally járőr         | Will Sasso           | Tóth Roland        |
| Mrs. O'Mally          | Geneva Carr          |                    |
| Fiatal Melanie Porter | Na'Kia Bell Smith    |                    |
| Stuart                | Josh Meyers          | Takátsy Péter      |
| Iskolai idegenvezető  | Lonny Ross           |                    |
| Doug Greenhut         | Donny Osmond         | Kerekes József     |
| Wendy Greenhut        | Molly Ephraim        | Oroszlán Szonja    |
| Nick                  | Kristian Kordula     |                    |
| Biztonsági őr         | Nicholas Leiter Mele |                    |
| Ms. Prince            | Jessica St. Clair    |                    |
| Mrs. Jones            | Meghan Rafferty      |                    |
| Mr. Jones             | Jason Kolotouros     |                    |
| Mr. Arcara            | Joseph R. Gannascoli | Vass Gábor         |
| Porter nagymama       | Arnetia Walker       | Halász Aranka      |
| Donny                 | Michael Landes       | Kossuth Gábor      |

## Fogadtatás
A Rotten Tomatoes oldalán 12%-ot ért el 74 kritika alapján, és 3.3 pontot szerzett a tízből. A Metacritic honlapján 34 pontot szerzett a százból, 46 kritika alapján. A CinemaScore oldalán átlagos minősítést kapott.
A 411 Mania oldalán pozitív kritikát kapott; 7.5 pontot szerzett a tízből. A Blu-ray.com oldal is pozitívan értekezett róla. A Crosswalk.com honlapján szintén pozitív kritikát kapott.